# Without you (YOSHIKIの曲)
「Without You」（ウィズアウト・ユー）は、日本のミュージシャン、YOSHIKIがHIDE急死後に作った楽曲である。2005年3月23日にリリースされた『ETERNAL MELODY II』にクラシック・アレンジバージョンが収録されている。

## 概要
1998年のHIDEの急逝の直後、YOSHIKIがロサンゼルスに戻った1週間後にHIDEを想い1週間で作曲した。楽曲のキーや歌詞など、全てがToshlのヴォーカルを前提にした構成であり、当時X JAPANは解散していたことから永らく演奏される事はなかった。初めて披露されたのは、2003年9月の「X JAPAN FILM GIG」で、スクリーンに映し出された歌詞と共に楽曲のバッキングトラックだけが流された。YOSHIKIは後に「TOSHIが戻ってきたら演りたい」とコメントしていた。2005年に、YOSHIKIのクラシック・アルバム『ETERNAL MELODY II』にクラシック・アレンジバージョンとして収録され、歌詞カードも同封されていた。
2007年3月、ToshlがロサンゼルスにあるYOSHIKIのエクスタシー・レコーディング・スタジオを訪れた際に、YOSHIKIのピアノでToshlが歌った。タイトルは直訳すると「あなたなしでは」という意味であるが、Toshlには「それでも俺は生きていく」というメッセージに聞こえたという。2008年3月28日から30日にかけて開催されたX JAPANの再結成ライブ「攻撃再開 2008 I.V.〜破滅に向かって〜」においてToshlが歌い、ようやくグループの楽曲として演奏された。
2014年6月発売のアルバム『THE WORLD 〜X JAPAN 初の全世界ベスト〜』に初めてToshlの歌ったバージョンがライブ音源として、2017年3月発売の『WE ARE X オリジナル・サウンドトラック』には、X JAPANとしてアコースティック・バージョンが収録された。